# 二巯基丙醇
二巰基丙醇（英語：dimercaprol），也稱為英國抗路易氏劑（英語：British anti-Lewisite，簡稱BAL)、二巯丙醇、與双硫代甘油，是一種用於治療急性砷、汞、金和鉛中毒的藥物。它也可用於治療銻、鉈或鉍中毒，然而這些用途的證據仍存在爭議。藥物透過肌肉注射方式給藥。
使用後常見的副作用有高血壓、注射部位疼痛、嘔吐和發燒。由於它通常以花生油懸浮液形式配製，因此不建議有花生過敏的個體使用。二巰基丙醇是一種螯合物，透過與重金屬結合而發揮作用。此藥物有一種非常刺鼻的氣味。
英國抗路易氏劑（二巰基丙醇）是由英國生物化學家魯道夫·彼得斯和他的牛津大學同事們在第二次世界大戰期間研發，用於對抗路易氏劑 - 一種含有機砷化合物的化學武器，當時人們擔心這種毒劑可能會被德軍用於對抗同盟國的軍隊。此藥物已被納入世界衛生組織基本藥物標準清單內。

## 醫療用途
二巰基丙醇長期以來一直是鉛或砷中毒螯合療法的主要藥物，是一種必不可少的藥物。它也被用作化學武器路易氏劑的解毒劑。但由於本身毒性大、副作用多，因此研究人員積極開發毒性較低的替代品，例如二巰基丁二酸（DMSA）。而螯合療法的新趨勢是使用兩種結構不同的螯合劑。聯合治療的概念基於兩種處方藥物通過不同的作用機制產生額外效果，有時它們可支持彼此的作用方式，產生協同作用。以較低劑量同時使用DMSA和MiADMSA（甲基-DMSA）不僅在降低砷誘導的氧化壓力方面較單獨使用DMSA更有效，且在減少血液和軟組織中的砷含量方面也更為有效。
二巰基丙醇也是一種銅螯合劑，已被美國食品藥物管理局（FDA）核准用於治療肝豆狀核變性（又稱威爾遜氏症）。肝豆狀核變性是一種遺傳性疾病，銅會在患者的肝臟和其他組織內積聚。二巰基丙醇在in vitro（體外）也能有效拮抗Zn2+依賴性蛇毒液金屬蛋白酶的活性，顯示具有治療蛇咬傷的作用。

## 特定群體

### 懷孕
目前尚不清楚個體於懷孕期間使用二巰基丙醇對胎兒是否安全。動物實驗顯示存在風險，但缺乏人類相關研究，孕婦使用二巯基丙醇時應謹慎，僅在潛在益處大於風險的情況下才進行。

### 母乳哺育
尚不清楚二巯基丙醇是否會分泌到母乳中，個體於哺乳期間使用時應謹慎。

### 年長者
目前缺乏二巯基丙醇在老年人中的作用數據，但因其經腎臟排泄，因此在該年齡組中使用時應謹慎。

## 禁忌症
- 對二巯基丙醇或任何賦形劑過敏者。[13]
- 鐵、鎘或硒中毒者。 [13]
- 肝功能損害者（除非是由砷中毒引起）。[13]

## 交互作用
治療期間禁止服用鐵補充劑，因為鐵會與二巯基丙醇形成有毒複合物。

## 作用機轉
砷和其他一些重金屬透過與代謝酶上相鄰的硫醇殘基螯合，形成螯合複合物，抑制酶的活性，而導致人體代謝功能紊亂、氧化壓力、神經系統損傷、免疫功能受抑制及致癌作用等。二巯基丙醇會與硫醇基團競爭結合金屬離子，然後將金屬離子經尿液排出人體。
二巰基丙醇本身有毒性，治療範圍較窄，且容易在某些器官中將砷濃集。其他缺點包括需要經由產生劇烈疼痛的肌肉注射給藥（通過深部肌肉注射，施用於臀部上外側，且需多次注射，持續數天至數週。）。產生的嚴重副作用有腎毒性和高血壓。
二巰基丙醇在人體內會與許多不同金屬形成穩定的螯合物，包括無機汞、銻、鉍、鎘、鉻、鈷、金和鎳。然而它不一定是治療這些金屬毒性的選擇。二巰基丙醇已被用作治療鉛中毒急性腦病變的輔助劑。此藥物是種潛在的有毒藥物，使用後可能會發生多種副作用。雖然使用二巰基丙醇治療會增加鎘的排泄，但同時也會增加腎臟中的鎘濃度，因此個體發生鎘中毒時應避免使用此藥物。它確實可從腎臟中去除無機汞。但不能用於治療烷基汞或苯基汞毒性。二巰基丙醇也會增強硒和碲在人體內的毒性，因此不能用它去除這些元素。

## 藥物代謝動力學

### 吸收
深層肌肉注射後，二巯基丙醇會被迅速吸收。最大血藥濃度在30至60分鐘內出現。

### 分布
二巯基丙醇具有高度親脂性，可輕易穿透細胞內空間。因此它會分佈至所有組織，且在肝臟、腎臟、大腦和小腸內的濃度最高。 

### 代謝
未與金屬結合的二巯基丙醇經肝臟葡萄糖醛酸代謝，轉化為無活性代謝產物。藥物在人體內生物半衰期較短，代謝和排泄在4小時內即可完成。

## 歷史
二巰基丙醇的原名 - 英國抗路易氏劑 - 反映其起源，它是二戰初期英國生物化學家在牛津大學秘密開發的一種化合物，於1940年7月首次成功合成，作為戰爭時期針對路易氏劑（一種於1918年春發明的有機砷化合物，可作化學武器用途）的解毒劑。

## 外部連結
- . Drug Information Portal. U.S. National Library of Medicine.   [2024-08-29]. （原始内容存档于2022-10-15）.